# イグナシオ・アンソーラ
イグナシオ・ホセ・アンソーラ・アギラール（Ignacio José Anzola Aguilar 1999年7月8日 - ）は、ベネズエラ・ララ州バルキシメト出身のプロサッカー選手。プリメーラ・ディビシオン・デ・ベネズエラのデポルティーボ・ララに所属している。ポジションはDF。

## 来歴
2017年に地元のデポルティーボ・ララでプロデビュー。同年シーズンは国内リーグ14試合に出場。2018年シーズンは、リーグ戦10試合に出場。同年のコパ・リベルタドーレスにも出場した。

## 代表経歴
2019年にチリで開催の2019 FIFA U-20ワールドカップ出場権を賭けた南米ユース選手権に、U-20のベネズエラ代表の一員として出場している。